# NGC 3795B
NGC 3795B (другие обозначения — UGC 6604, MCG 10-17-29, ZWG 292.13, PGC 36037) — галактика в созвездии Большая Медведица.
Этот объект не входит в число перечисленных в оригинальной редакции «Нового общего каталога» и был добавлен позднее.
Галактика NGC 3795B входит в состав группы галактик NGC 3795. Помимо NGC 3795B в группу также входят ещё 9 галактик.